# Copa América 2011
De Copa América 2011 was de 43e editie van het voetbalkampioenschap van Zuid-Amerika. Het toernooi vond plaats van 1 tot en met 24 juli en werd in acht steden in Argentinië gehouden. Brazilië verdedigde zijn in 2007 behaalde titel.
Naast de tien landen van de CONMEBOL waren Mexico (voor de achtste opeenvolgende keer) en Japan (voor de tweede keer) uitgenodigd om deel te nemen.
Op 4 april 2011 meldde Japan zich echter af. De Japanse voetbalbond vond het naar aanleiding van de natuurramp op 11 maart 2011 niet gepast om het toernooi te spelen. Volgens de bond ligt de prioriteit bij het redden van levens en wederopbouw. Ruim een week later werd de afmelding ingetrokken en besloten alleen spelers uit Europese competities af te vaardigen. Omdat de Europese clubs echter niet bereid bleken de Japanse spelers af te staan zag Japan zich op 17 april genoodzaakt zich definitief terug te trekken. Nadat eerder Spanje de uitnodiging om Japan te vervangen al had afgewezen werd Costa Rica bereid gevonden de opengevallen plaats op te vullen.
De winnaar van het toernooi, Uruguay, vertegenwoordigt de CONMEBOL op de FIFA Confederations Cup 2013.

## Speelsteden
| Buenos Aires                                                   | Copa América 2011 Speelsteden en stadions                                | La Plata                                                      |
| -------------------------------------------------------------- | ------------------------------------------------------------------------ | ------------------------------------------------------------- |
| Estadio Monumental Antonio Vespucio Liberti Capaciteit: 66.449 | Copa América 2011 Speelsteden en stadions                                | Estadio Ciudad de La Plata Capaciteit: 53.000                 |
| Córdoba                                                        | · La Plata Buenos Aires Córdoba San Juan de Jujuy Santa Fe Mendoza Salta | San Juan                                                      |
| Estadio Mario Alberto Kempes Capaciteit: 57.000                | · La Plata Buenos Aires Córdoba San Juan de Jujuy Santa Fe Mendoza Salta | Estadio del Bicentenario Capaciteit: 25.000                   |
| San Salvador de Jujuy                                          | · La Plata Buenos Aires Córdoba San Juan de Jujuy Santa Fe Mendoza Salta | Santa Fe                                                      |
| Estadio 23 de Agosto Capaciteit: 24.000                        | · La Plata Buenos Aires Córdoba San Juan de Jujuy Santa Fe Mendoza Salta | Estadio Brigadier General Estanislao López Capaciteit: 40.000 |
| Mendoza                                                        | · La Plata Buenos Aires Córdoba San Juan de Jujuy Santa Fe Mendoza Salta | Salta                                                         |
| Estadio Malvinas Argentinas Capaciteit: 48.000                 | · La Plata Buenos Aires Córdoba San Juan de Jujuy Santa Fe Mendoza Salta | Estadio Padre Ernesto Martearena Capaciteit: 20.408           |
|                                                                | · La Plata Buenos Aires Córdoba San Juan de Jujuy Santa Fe Mendoza Salta |                                                               |

## Deelnemende landen
| Land         | Aantal deelnames | Aantal overwinningen |
| ------------ | ---------------- | -------------------- |
| Argentinië   | 39e              | 14                   |
| Bolivia      | 24e              | 1                    |
| Brazilië     | 34e              | 8                    |
| Chili        | 36e              | 0                    |
| Colombia     | 19e              | 1                    |
| Ecuador      | 25e              | 0                    |
| Paraguay     | 34e              | 2                    |
| Peru         | 29e              | 2                    |
| Uruguay      | 41e              | 14                   |
| Venezuela    | 15e              | 0                    |
|              |                  |                      |
| Costa Rica * | 4e               | 0                    |
| Mexico *     | 8e               | 0                    |

Resultaten deelnemers Copa América 2011
Winnaar
Tweede
Derde
Vierde
Kwartfinale
Groepsfase

* Olympische selectie met vijf oudere spelers
Japan trok zich op 17 mei 2011 terug.

## Loting
De loting voor het eindtoernooi vond plaats op 11 november 2010 om 17.00 uur (UTC−3) in de Teatro Argentino de La Plata in La Plata, en werd live uitgezonden in Argentinië door Canal Siete. Op 18 oktober besloot het uitvoerend comité om de landen in de volgende potten te verdelen:
| Pot 1                       | Pot 2                   | Pot 3                     | Pot 4                  |
| --------------------------- | ----------------------- | ------------------------- | ---------------------- |
| Argentinië Brazilië Uruguay | Chili Colombia Paraguay | Ecuador Costa Rica Mexico | Bolivia Peru Venezuela |

## Scheidsrechters
De organisatie nodigde in totaal 12 scheidsrechters uit voor 26 duels. Tussen haakjes staat het aantal gefloten duels tijdens de Copa América 2011.

## Groepsfase

### Groep A
| Team       | Gsp. | W | G | V | DV | DT | DS | Pnt |
| ---------- | ---- | - | - | - | -- | -- | -- | --- |
| Colombia   | 3    | 2 | 1 | 0 | 3  | 0  | +3 | 7   |
| Argentinië | 3    | 1 | 2 | 0 | 4  | 1  | +3 | 5   |
| Costa Rica | 3    | 1 | 0 | 2 | 2  | 4  | –2 | 3   |
| Bolivia    | 3    | 0 | 1 | 2 | 1  | 5  | –4 | 1   |

|                                              |            |       |             |                                                                                           |
| 1 juli 2011 «onderlinge duels» 19.15 (UTC−3) | Argentinië | 1 – 1 | Bolivia     | Estadio Ciudad de La Plata, La Plata Toeschouwers: 52.700 Scheidsrechter: Roberto Silvera |
| 1 juli 2011 «onderlinge duels» 19.15 (UTC−3) | Agüero 76' |       | 48' Hermoza | Estadio Ciudad de La Plata, La Plata Toeschouwers: 52.700 Scheidsrechter: Roberto Silvera |

|                                              |              |       |            |                                                                                                |
| 2 juli 2011 «onderlinge duels» 15.32 (UTC−3) | Colombia     | 1 – 0 | Costa Rica | Estadio 23 de Agosto, San Salvador de Jujuy Toeschouwers: 23.000 Scheidsrechter: Enrique Osses |
| 2 juli 2011 «onderlinge duels» 15.32 (UTC−3) | A. Ramos 45' |       |            | Estadio 23 de Agosto, San Salvador de Jujuy Toeschouwers: 23.000 Scheidsrechter: Enrique Osses |

|                                              |            |       |          | |
| 6 juli 2011 «onderlinge duels» 21.45 (UTC−3) | Argentinië | 0 – 0 | Colombia | Estadio Brigadier General Estanislao López, Santa Fe Toeschouwers: 47.000 Scheidsrechter: Sálvio Fagundes |
| 6 juli 2011 «onderlinge duels» 21.45 (UTC−3) |            |       |          | Estadio Brigadier General Estanislao López, Santa Fe Toeschouwers: 47.000 Scheidsrechter: Sálvio Fagundes |

|                                              |         |                           |            |                                                                                              |
| 7 juli 2011 «onderlinge duels» 19.15 (UTC−3) | Bolivia | 0 – 2                     | Costa Rica | Estadio 23 de Agosto, San Salvador de Jujuy Toeschouwers: 23.000 Scheidsrechter: Carlos Vera |
| 7 juli 2011 «onderlinge duels» 19.15 (UTC−3) |         | 59' Martínez 78' Campbell |            | Estadio 23 de Agosto, San Salvador de Jujuy Toeschouwers: 23.000 Scheidsrechter: Carlos Vera |

|                                               |                       |       |         | |
| 10 juli 2011 «onderlinge duels» 16.00 (UTC−3) | Colombia              | 2 – 0 | Bolivia | Estadio Brigadier General Estanislao López, Santa Fe Toeschouwers: 12.000 Scheidsrechter: Francisco Chacon |
| 10 juli 2011 «onderlinge duels» 16.00 (UTC−3) | Falcao 15' 29' (pen.) |       |         | Estadio Brigadier General Estanislao López, Santa Fe Toeschouwers: 12.000 Scheidsrechter: Francisco Chacon |

|                                               |                                |       |            |                                                                                               |
| 11 juli 2011 «onderlinge duels» 21.45 (UTC−3) | Argentinië                     | 3 – 0 | Costa Rica | Estadio Mario Alberto Kempes, Córdoba Toeschouwers: 57.000 Scheidsrechter: Víctor Hugo Rivera |
| 11 juli 2011 «onderlinge duels» 21.45 (UTC−3) | Agüero 45+1', 52' Di María 63' |       |            | Estadio Mario Alberto Kempes, Córdoba Toeschouwers: 57.000 Scheidsrechter: Víctor Hugo Rivera |

### Groep B
| Team      | Gsp. | W | G | V | DV | DT | DS | Pnt |
| --------- | ---- | - | - | - | -- | -- | -- | --- |
| Brazilië  | 3    | 1 | 2 | 0 | 6  | 4  | +2 | 5   |
| Venezuela | 3    | 1 | 2 | 0 | 4  | 3  | +1 | 5   |
| Paraguay  | 3    | 0 | 3 | 0 | 5  | 5  | 0  | 3   |
| Ecuador   | 3    | 0 | 1 | 2 | 2  | 5  | –3 | 1   |

|                                              |          |       |           |                                                                                       |
| 3 juli 2011 «onderlinge duels» 16.00 (UTC−3) | Brazilië | 0 – 0 | Venezuela | Estadio Ciudad de La Plata, La Plata Toeschouwers: 35.000 Scheidsrechter: Raúl Orosco |
| 3 juli 2011 «onderlinge duels» 16.00 (UTC−3) |          |       |           | Estadio Ciudad de La Plata, La Plata Toeschouwers: 35.000 Scheidsrechter: Raúl Orosco |

|                                              |          |       |         | |
| 3 juli 2011 «onderlinge duels» 18.30 (UTC−3) | Paraguay | 0 – 0 | Ecuador | Estadio Brigadier General Estanislao López, Santa Fe Toeschouwers: 20.000 Scheidsrechter: Sergio Pezzotta |
| 3 juli 2011 «onderlinge duels» 18.30 (UTC−3) |          |       |         | Estadio Brigadier General Estanislao López, Santa Fe Toeschouwers: 20.000 Scheidsrechter: Sergio Pezzotta |

|                                              |                     |       |                                 |                                                                                          |
| 9 juli 2011 «onderlinge duels» 16.00 (UTC−3) | Brazilië            | 2 – 2 | Paraguay                        | Estadio Mario Alberto Kempes, Córdoba Toeschouwers: 57.000 Scheidsrechter: Wilmar Roldán |
| 9 juli 2011 «onderlinge duels» 16.00 (UTC−3) | Jádson 38' Fred 89' |       | 54' Santa Cruz 66' Haedo Valdez | Estadio Mario Alberto Kempes, Córdoba Toeschouwers: 57.000 Scheidsrechter: Wilmar Roldán |

|                                              |                 |       |         |                                                                                             |
| 9 juli 2011 «onderlinge duels» 18.30 (UTC−3) | Venezuela       | 1 – 0 | Ecuador | Estadio Padre Ernesto Martearena, Salta Toeschouwers: 12.000 Scheidsrechter: Wálter Quesada |
| 9 juli 2011 «onderlinge duels» 18.30 (UTC−3) | C. González 61' |       |         | Estadio Padre Ernesto Martearena, Salta Toeschouwers: 12.000 Scheidsrechter: Wálter Quesada |

|                                               |                                     |       |                                 |                                                                                            |
| 13 juli 2011 «onderlinge duels» 19.15 (UTC−3) | Paraguay                            | 3 – 3 | Venezuela                       | Estadio Padre Ernesto Martearena, Salta Toeschouwers: 18.000 Scheidsrechter: Enrique Osses |
| 13 juli 2011 «onderlinge duels» 19.15 (UTC−3) | Alcaraz 33' Barrios 63' Riveros 86' |       | 5' Rondón 90' Miku 90+3' Perozo | Estadio Padre Ernesto Martearena, Salta Toeschouwers: 18.000 Scheidsrechter: Enrique Osses |

|                                               |                               |       |                  |                                                                                            |
| 13 juli 2011 «onderlinge duels» 21.45 (UTC−3) | Brazilië                      | 4 – 2 | Ecuador          | Estadio Mario Alberto Kempes, Córdoba Toeschouwers: 39.000 Scheidsrechter: Roberto Silvera |
| 13 juli 2011 «onderlinge duels» 21.45 (UTC−3) | Pato 29', 61' Neymar 50', 72' |       | 37', 59' Caicedo | Estadio Mario Alberto Kempes, Córdoba Toeschouwers: 39.000 Scheidsrechter: Roberto Silvera |

### Groep C
| Team    | Gsp | W | G | V | DV | DT | DS | Pnt |
| ------- | --- | - | - | - | -- | -- | -- | --- |
| Chili   | 3   | 2 | 1 | 0 | 4  | 2  | +2 | 7   |
| Uruguay | 3   | 1 | 2 | 0 | 3  | 2  | +1 | 5   |
| Peru    | 3   | 1 | 1 | 1 | 2  | 2  | 0  | 4   |
| Mexico  | 3   | 0 | 0 | 3 | 1  | 4  | –3 | 0   |

|                                              |              |       |              |                                                                                       |
| 4 juli 2011 «onderlinge duels» 19.15 (UTC−3) | Uruguay      | 1 – 1 | Peru         | Estadio del Bicentenario, San Juan Toeschouwers: 25.000 Scheidsrechter: Wilmar Roldán |
| 4 juli 2011 «onderlinge duels» 19.15 (UTC−3) | Suárez 45+1' |       | 24' Guerrero | Estadio del Bicentenario, San Juan Toeschouwers: 25.000 Scheidsrechter: Wilmar Roldán |

|                                              |                       |       |            |                                                                                   |
| 4 juli 2011 «onderlinge duels» 21.45 (UTC−3) | Chili                 | 2 – 1 | Mexico     | Estadio del Bicentenario, San Juan Toeschouwers: 25.000 Scheidsrechter: Juan Soto |
| 4 juli 2011 «onderlinge duels» 21.45 (UTC−3) | Paredes 67' Vidal 73' |       | 41' Araujo | Estadio del Bicentenario, San Juan Toeschouwers: 25.000 Scheidsrechter: Juan Soto |

|                                              |              |       |        |                                                                                           |
| 8 juli 2011 «onderlinge duels» 21.45 (UTC−3) | Peru         | 1 – 0 | Mexico | Estadio Malvinas Argentinas, Mendoza Toeschouwers: 45.000 Scheidsrechter: Sergio Pezzotta |
| 8 juli 2011 «onderlinge duels» 21.45 (UTC−3) | Guerrero 82' |       |        | Estadio Malvinas Argentinas, Mendoza Toeschouwers: 45.000 Scheidsrechter: Sergio Pezzotta |

|                                              |                |       |                |                                                                                           |
| 8 juli 2011 «onderlinge duels» 19.15 (UTC−3) | Uruguay        | 1 – 1 | Chili          | Estadio Malvinas Argentinas, Mendoza Toeschouwers: 45.000 Scheidsrechter: Carlos Amarilla |
| 8 juli 2011 «onderlinge duels» 19.15 (UTC−3) | A. Pereira 54' |       | 65' A. Sánchez | Estadio Malvinas Argentinas, Mendoza Toeschouwers: 45.000 Scheidsrechter: Carlos Amarilla |

|                                               |                       |       |      |                                                                                           |
| 12 juli 2011 «onderlinge duels» 20.45 (UTC−3) | Chili                 | 1 – 0 | Peru | Estadio Malvinas Argentinas, Mendoza Toeschouwers: 45.000 Scheidsrechter: Sálvio Fagundes |
| 12 juli 2011 «onderlinge duels» 20.45 (UTC−3) | Carrillo 90+2' (e.d.) |       |      | Estadio Malvinas Argentinas, Mendoza Toeschouwers: 45.000 Scheidsrechter: Sálvio Fagundes |

|                                               |                |       |        |                                                                                       |
| 12 juli 2011 «onderlinge duels» 21.45 (UTC−3) | Uruguay        | 1 – 0 | Mexico | Estadio Ciudad de La Plata, La Plata Toeschouwers: 35.000 Scheidsrechter: Raúl Orosco |
| 12 juli 2011 «onderlinge duels» 21.45 (UTC−3) | A. Pereira 14' |       |        | Estadio Ciudad de La Plata, La Plata Toeschouwers: 35.000 Scheidsrechter: Raúl Orosco |

### Nummers 3
De twee beste onderling geklasseerde landen die als derde in de groep eindigen gaan door naar de kwartfinale.
| Grp | Team       | Gsp | W | G | V | DV | DT | DS | Pnt |
| --- | ---------- | --- | - | - | - | -- | -- | -- | --- |
| C   | Peru       | 3   | 1 | 1 | 1 | 2  | 2  | 0  | 4   |
| B   | Paraguay   | 3   | 0 | 3 | 0 | 5  | 5  | 0  | 3   |
| A   | Costa Rica | 3   | 1 | 0 | 2 | 2  | 4  | –2 | 3   |

## Knockoutfase
In vergelijking tot vorige toernooien zal nu in de knock-outfase bij een gelijkspel na 90 minuten 30 minuten extra worden gespeeld en eventueel gevolgd door strafschoppen. (Voorheen werden direct strafschoppen genomen).
|  | kwartfinale        | kwartfinale       |                        |       | halve finale       | halve finale       |   |  | finale | finale |
|  |                    |                   |                        |       |                    |                    |   |  |        |        |
|  | 16 juli – Córdoba  |                   |                        |       |                    |                    |   |  |        |        |
|  |                    |                   |                        |       |                    |                    |   |  |        |        |
|  | Colombia           | 0                 |                        |       |                    |                    |   |  |        |        |
|  | Colombia           | 0                 | 19 juli – La Plata     |       |                    |                    |   |  |        |        |
|  | Peru               | 2                 |                        |       |                    |                    |   |  |        |        |
|  | Peru               | 2                 | Peru                   | 0     |                    |                    |   |  |        |        |
|  | 16 juli – Santa Fe |                   | Peru                   | 0     |                    |                    |   |  |        |        |
|  |                    | Uruguay           | 2                      |       |                    |                    |   |  |        |        |
|  | Argentinië         | Uruguay           | 2                      | 1 (4) |                    |                    |   |  |        |        |
|  | Argentinië         |                   | 24 juli – Buenos Aires | 1 (4) |                    |                    |   |  |        |        |
|  | Uruguay            | 1 (5)             |                        |       |                    |                    |   |  |        |        |
|  | Uruguay            | 1 (5)             | Uruguay                | 3     |                    |                    |   |  |        |        |
|  | 17 juli – La Plata |                   | Uruguay                | 3     |                    |                    |   |  |        |        |
|  |                    | Paraguay          | 0                      |       |                    |                    |   |  |        |        |
|  | Brazilië           | Paraguay          | 0                      | 0 (0) |                    |                    |   |  |        |        |
|  | Brazilië           | 20 juli – Mendoza |                        | 0 (0) |                    |                    |   |  |        |        |
|  | Paraguay           | 0 (2)             |                        |       |                    |                    |   |  |        |        |
|  | Paraguay           | 0 (2)             | Paraguay               | 0 (5) | troostfinale       | troostfinale       |   |  |        |        |
|  | 17 juli – San Juan |                   | Paraguay               | 0 (5) | troostfinale       | troostfinale       |   |  |        |        |
|  |                    | Venezuela         | 0 (3)                  |       | 23 juli – La Plata | 23 juli – La Plata |   |  |        |        |
|  | Chili              | Venezuela         | 0 (3)                  | 1     | 23 juli – La Plata | 23 juli – La Plata |   |  |        |        |
|  | Chili              |                   |                        |       |                    | Peru               | 4 |  |        |        |
|  | Venezuela          | 2                 |                        |       |                    | Peru               | 4 |  |        |        |
|  | Venezuela          | 2                 | Venezuela              | 1     |                    |                    |   |  |        |        |
|  |                    |                   | Venezuela              | 1     |                    |                    |   |  |        |        |

### Kwartfinale
|                                                                         |          |                          |      |                                                                                             |
| 16 juli 2011 «onderlinge duels» 16:00 (21:00 Midden-Europese Zomertijd) | Colombia | 0 – 2 (n.v.)             | Peru | Estadio Mario Alberto Kempes, Córdoba Toeschouwers: 40.000 Scheidsrechter: Francisco Chacón |
| 16 juli 2011 «onderlinge duels» 16:00 (21:00 Midden-Europese Zomertijd) |          | 101' Lobatón 111' Vargas |      | Estadio Mario Alberto Kempes, Córdoba Toeschouwers: 40.000 Scheidsrechter: Francisco Chacón |

|                                                                         |                                      |              |                                      | |
| 16 juli 2011 «onderlinge duels» 19:15 (00:15 Midden-Europese Zomertijd) | Argentinië                           | 1 – 1 (n.v.) | Uruguay                              | Estadio Brigadier General Estanislao López, Santa Fe Toeschouwers: 47.000 Scheidsrechter: Carlos Amarilla |
| 16 juli 2011 «onderlinge duels» 19:15 (00:15 Midden-Europese Zomertijd) | Higuaín 17'                          |              | 5' D. Pérez                          | Estadio Brigadier General Estanislao López, Santa Fe Toeschouwers: 47.000 Scheidsrechter: Carlos Amarilla |
| 16 juli 2011 «onderlinge duels» 19:15 (00:15 Midden-Europese Zomertijd) | Strafschoppen                        |              |                                      | Estadio Brigadier General Estanislao López, Santa Fe Toeschouwers: 47.000 Scheidsrechter: Carlos Amarilla |
| 16 juli 2011 «onderlinge duels» 19:15 (00:15 Midden-Europese Zomertijd) | Messi Burdisso Tévez Pastore Higuaín | 4 – 5        | Forlán Suárez Scotti Gargano Cáceres | Estadio Brigadier General Estanislao López, Santa Fe Toeschouwers: 47.000 Scheidsrechter: Carlos Amarilla |

|                                                                         |                                      |              |                              |                                                                                           |
| 17 juli 2011 «onderlinge duels» 16:00 (21:00 Midden-Europese Zomertijd) | Brazilië                             | 0 – 0 (n.v.) | Paraguay                     | Estadio Ciudad de La Plata, La Plata Toeschouwers: 50.000 Scheidsrechter: Sergio Pezzotta |
| 17 juli 2011 «onderlinge duels» 16:00 (21:00 Midden-Europese Zomertijd) |                                      |              |                              | Estadio Ciudad de La Plata, La Plata Toeschouwers: 50.000 Scheidsrechter: Sergio Pezzotta |
| 17 juli 2011 «onderlinge duels» 16:00 (21:00 Midden-Europese Zomertijd) | Strafschoppen                        |              |                              | Estadio Ciudad de La Plata, La Plata Toeschouwers: 50.000 Scheidsrechter: Sergio Pezzotta |
| 17 juli 2011 «onderlinge duels» 16:00 (21:00 Midden-Europese Zomertijd) | Elano Thiago Silva André Santos Fred | 0 – 2        | Barreto Estigarribia Riveros | Estadio Ciudad de La Plata, La Plata Toeschouwers: 50.000 Scheidsrechter: Sergio Pezzotta |

|                                                                         |           |       |                             |                                                                                     |
| 17 juli 2011 «onderlinge duels» 19:15 (00:15 Midden-Europese Zomertijd) | Chili     | 1 – 2 | Venezuela                   | Estadio del Bicentenario, San Juan Toeschouwers: 20.000 Scheidsrechter: Carlos Vera |
| 17 juli 2011 «onderlinge duels» 19:15 (00:15 Midden-Europese Zomertijd) | Suazo 69' |       | 34' Vizcarrondo 80' Cichero | Estadio del Bicentenario, San Juan Toeschouwers: 20.000 Scheidsrechter: Carlos Vera |

### Halve finale
|                                                                         |      |                |         |                                                                                       |
| 19 juli 2011 «onderlinge duels» 21:45 (02:45 Midden-Europese Zomertijd) | Peru | 0 – 2          | Uruguay | Estadio Ciudad de La Plata, La Plata Toeschouwers: 52.000 Scheidsrechter: Raúl Orosco |
| 19 juli 2011 «onderlinge duels» 21:45 (02:45 Midden-Europese Zomertijd) |      | 52' 57' Suárez |         | Estadio Ciudad de La Plata, La Plata Toeschouwers: 52.000 Scheidsrechter: Raúl Orosco |

|                                                                         |                                         |              |                                   |                                                                                            |
| 20 juli 2011 «onderlinge duels» 21:45 (02:45 Midden-Europese Zomertijd) | Paraguay                                | 0 – 0 (n.v.) | Venezuela                         | Estadio Malvinas Argentinas, Mendoza Toeschouwers: 15.000 Scheidsrechter: Francisco Chacón |
| 20 juli 2011 «onderlinge duels» 21:45 (02:45 Midden-Europese Zomertijd) |                                         |              |                                   | Estadio Malvinas Argentinas, Mendoza Toeschouwers: 15.000 Scheidsrechter: Francisco Chacón |
| 20 juli 2011 «onderlinge duels» 21:45 (02:45 Midden-Europese Zomertijd) | Strafschoppen                           |              |                                   | Estadio Malvinas Argentinas, Mendoza Toeschouwers: 15.000 Scheidsrechter: Francisco Chacón |
| 20 juli 2011 «onderlinge duels» 21:45 (02:45 Midden-Europese Zomertijd) | Ortigoza Barrios Riveros Martínez Verón | 5 – 3        | Maldonano Manuel Rey Lucena Fedor | Estadio Malvinas Argentinas, Mendoza Toeschouwers: 15.000 Scheidsrechter: Francisco Chacón |

### Troostfinale
|                                                                         |                                     |       |            |                                                                                         |
| 23 juli 2011 «onderlinge duels» 16:00 (21:00 Midden-Europese Zomertijd) | Peru                                | 4 – 1 | Venezuela  | Estadio Ciudad de La Plata, La Plata Toeschouwers: 20.000 Scheidsrechter: Wilmar Roldán |
| 23 juli 2011 «onderlinge duels» 16:00 (21:00 Midden-Europese Zomertijd) | Chiroque 41' Guerrero 63' 89' 90+2' |       | 77' Arango | Estadio Ciudad de La Plata, La Plata Toeschouwers: 20.000 Scheidsrechter: Wilmar Roldán |

### Finale
|                                                                         |                           |         |          |                                                                                       |
| 24 juli 2011 «onderlinge duels» 16:00 (21:00 Midden-Europese Zomertijd) | Uruguay                   | 3 – 0   | Paraguay | Estadio Monumental, Buenos Aires Toeschouwers: 57.921 Scheidsrechter: Sálvio Fagundes |
| 24 juli 2011 «onderlinge duels» 16:00 (21:00 Midden-Europese Zomertijd) | Suárez 11' Forlán 41' 90' | details |          | Estadio Monumental, Buenos Aires Toeschouwers: 57.921 Scheidsrechter: Sálvio Fagundes |

|                    |
| Vlag van Uruguay   |
| URUGUAY 15de titel |

## Doelpuntenmakers
5 doelpunten
- Paolo Guerrero

4 doelpunten
- Luis Suárez

3 doelpunten
- Sergio Agüero

2 doelpunten
- Neymar
- Alexandre Pato
- Radamel Falcao
- Felipe Caicedo
- Diego Forlán
- Álvaro Pereira

1 doelpunt
- Ángel Di María
- Gonzalo Higuaín
- Edivaldo Hermoza
- Fred
- Jádson
- Esteban Paredes
- Alexis Sánchez
- Humberto Suazo
- Arturo Vidal
- Adrián Ramos
- Joel Campbell
- Josué Martínez
- Néstor Araujo
- Antolín Alcaraz
- Lucas Barrios
- Nelson Haedo Valdez
- Cristian Riveros
- Roque Santa Cruz
- William Chiroque
- Carlos Lobatón
- Juan Manuel Vargas
- Diego Pérez
- Juan Arango
- Gabriel Cichero
- Miku
- César González
- Grenddy Perozo
- Salomón Rondón
- Oswaldo Vizcarrondo

Eigen doelpunt
- André Carrillo (Tegen Chili)

## Copa America 2011 in beeld

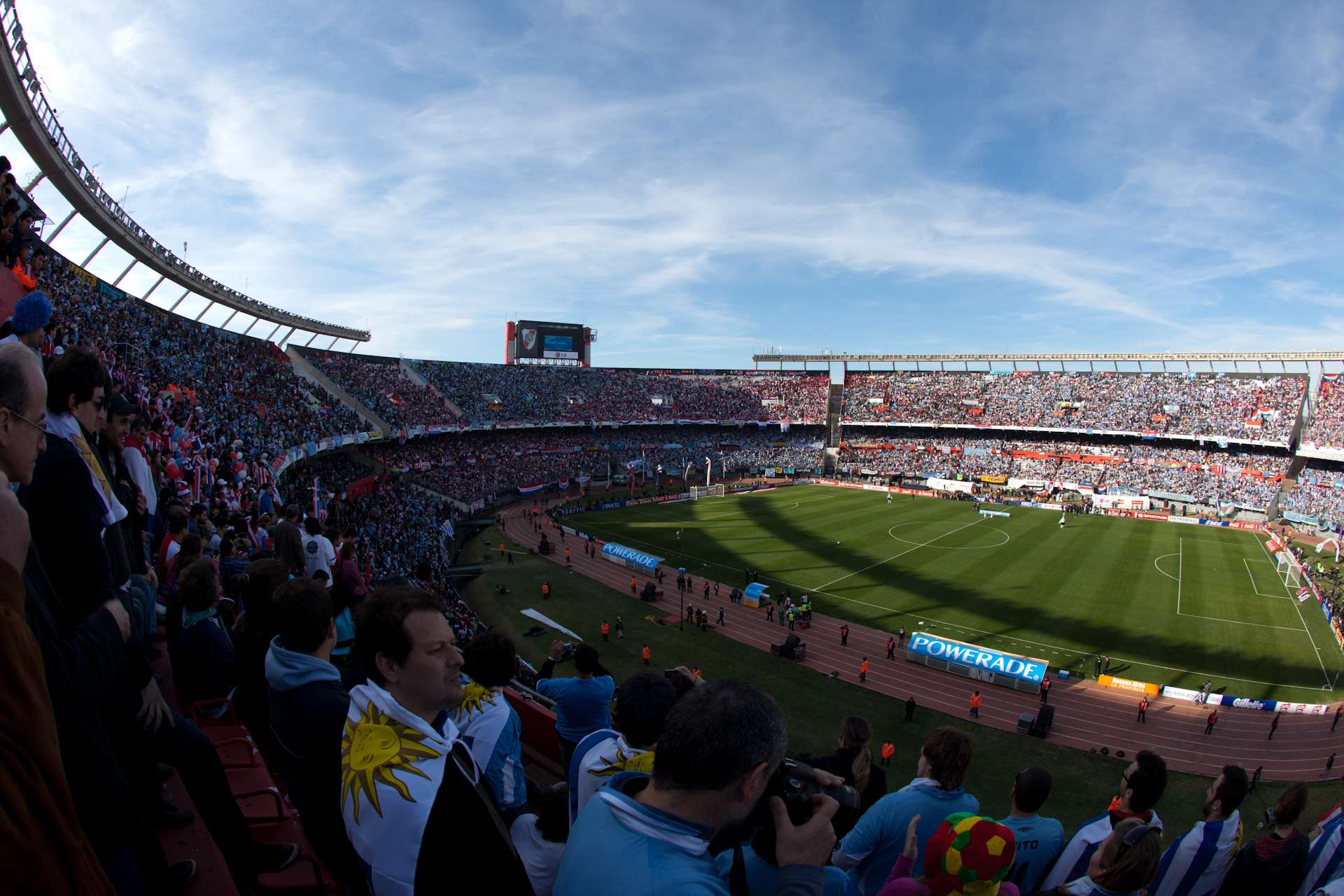
Finale
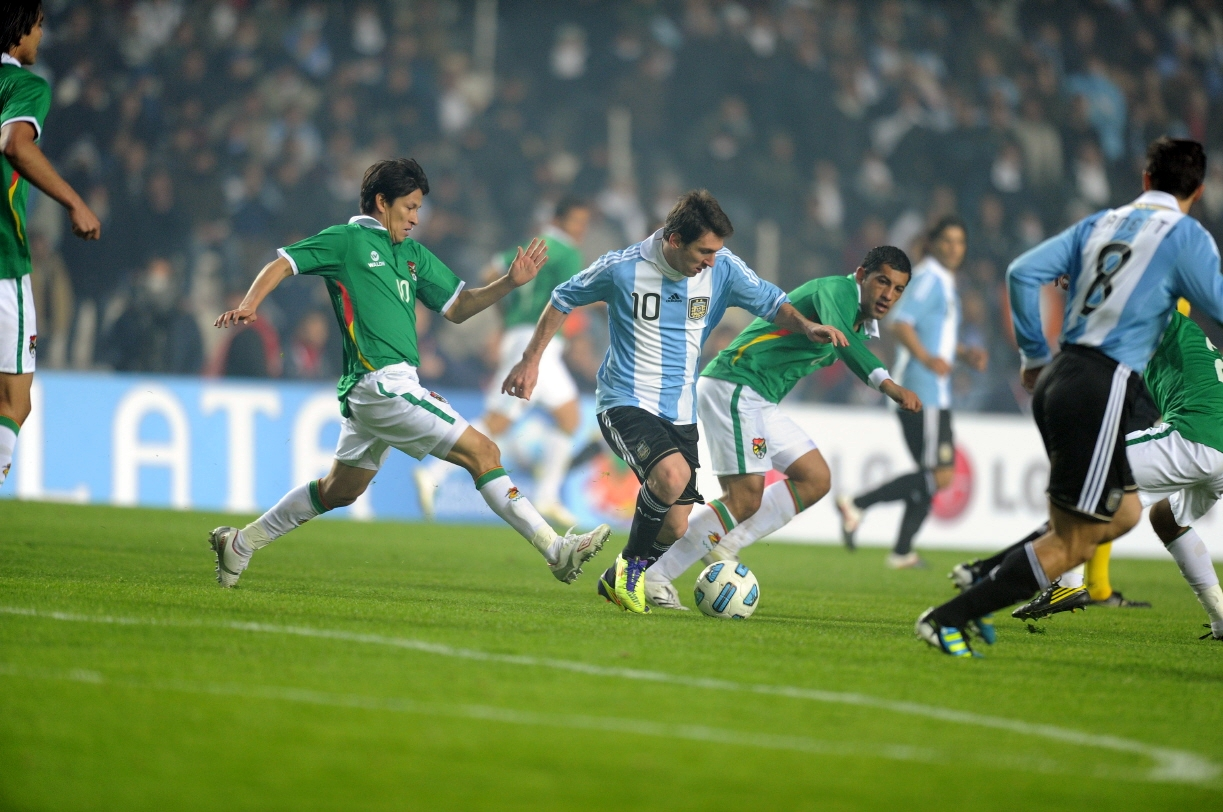
Argentinië - Bolivia

1916 · 
1917 · 
1919 · 
1920 · 
1921 · 
1922 · 
1923 · 
1924 · 
1925 · 
1926 · 
1927 · 
1929 · 
1935 · 
1937 · 
1939 · 
1941 · 
1942 · 
1945 · 
1946 · 
1947 · 
1949 · 
1953 · 
1955 · 
1956 · 
1957 · 
1959 · 
1959 · 
1963 · 
1967 · 
1975 · 
1979 · 
1983 · 
1987 · 
1989 · 
1991 · 
1993 · 
1995 · 
1997 · 
1999 · 
2001 · 
2004 · 
2007 · 
2011 · 
2015 · 
2016 ·
2019 ·
2021 ·
2024